# فونکالادا
فونکالادا یک چشمه آب آشامیدنی است که در خارج از دیوارهای شهر ابیه‌دو، آستوریاس، اسپانیا واقع شده است؛ این چشمه در قرن نهم توسط شاه آلفونسو سوم آستوریاس ساخته شد. این بنا تنها بنای معماری مدنی بازمانده برای استفاده عمومی در اوایل قرون وسطی است. نام آن از کتیبه‌ای به نام (لاتین: fontem calatam) که بر روی آن نوشته شده است، گرفته شده است. این بنا در سبک پیش‌رمانسک ساخته شده است و از سال ۱۹۹۸ همراه با سایر سایت‌های پیش‌رمانسک آستوریاس در فهرست میراث جهانی یونسکو قرار دارد.